# Praxédis Guerrero
Praxédis Guerrero är en ort i Mexiko.   Den ligger i kommunen Praxedis G. Guerrero och delstaten Chihuahua, i den norra delen av landet, 1 500 km nordväst om huvudstaden Mexico City. Praxédis Guerrero ligger 1 082 meter över havet och antalet invånare är 3 787.
Terrängen runt Praxédis Guerrero är huvudsakligen platt, men söderut är den kuperad. Runt Praxédis Guerrero är det mycket glesbefolkat, med 3 invånare per kvadratkilometer. Praxédis Guerrero är det största samhället i trakten. Trakten runt Praxédis Guerrero består till största delen av jordbruksmark.